# Масив Венедіґер
Масив Венедіґер — підгрупа Високого Тауерну, гірського масиву у Східних Альпах. Він розташований на північному заході Високого Тауерну, більша частина на території Австрії, Тіролю та Зальцбурга. Менша, південно-західна частина, належить Італії (Південний Тіроль). Ґросвенедіґер у центрі групи також є її найвищою вершиною.
На цій території безліч хатин і прихистків, з'єднаних багатьма стежками, що дозволяє проходити великі відстані між ними без необхідності спускатися в долини. З цієї причини та завдяки прекрасним краєвидам цей район дуже популярний серед туристів. Дорога через всю групу і далі в напрямку Великого Ґлокнера називається «Route Hoch-Tirol». Він став дуже популярним і його часто порівнюють з маршрутом Шамоні — Церматт.
У цьому районі немає гірськолижних підіймачів чи канатних доріг, оскільки більша частина території входить до національного парку Високий Тауерн. Завдяки цьому тут можна милуватися горами в чистому вигляді більшою мірою, ніж у решті Австрії.
Найвищі вершини групи:
| - Гросвенедігер (3657 м), - Райнерхорн (3559 м), - Хохес Адерл (3506 м), - Schwarze Wand(3503 м), - Dreiherrnspitze (3499 м), - Rötspitze (3496 м), - Simonyspitze (3481 м), - Kleinvenediger (3468 м), - Hoher Zaun (3451 м), - Umbalköpfl (3426 м), - Daberspitze (3402 м), - Gubachspitze (3387 м), - Мальхамшпітце (3373 м), - Hoher Eichham (3371 м), - Großer Geiger (3360 м), - Grosser Happ (3352 м), - Maurerkeeskopf (3325 м), | - Grosser Hexenkopf (3314 м), - Kristallwand (3310 м), - Weißspitze (3300 м), - Кeeskogel (3291 м), - Schlieferspitze (3290 м), - Seekopf (3282 м), - Quirl (3251 м), - Quirl (3246 м), - Mullwitzaderl (3244 м), - Hohe Furleg (3243 м), - Steingrubenkogel (3231 м), - Althausschneide (3225 м), - Wunspitze (3217 м), - Säulkopf (3209 м), - Plattiger Habach (3207 м), - Кройцшпітце (3155 м). |  |